# Малайзия на летних Олимпийских играх 1988
Малайзия принимала участие в Летних Олимпийских играх 1988 года в Сеуле (Корея) в шестой раз за свою историю, но не завоевала ни одной медали. Сборную страны представляли 9 участников, из которых 4 женщины.